# Іто Кандзі
Іто Кандзі (Ito Kanzi, Ludovikito; 15 січня 1918 — 25 квітня 2005, Кіото) — японський редактор, есперантист; опублікував 43 томи повного зібрання творів автора есперанто Людвіка Заменгофа. Писав під псевдонімом Ludovikito.

## Біографія
Іто Кандзі народився 15 січня 1918 року; став есперантистом у 1959 році — в рік 100-річчя від дня народження Людвіка Заменгофа. Тоді ж він розпочав «працю всього свого життя», якій повністю присвятив понад три десятиліття, — підготовку та публікацію повного зібрання творів Заменгофа.
Видавати повне зібрання творів Кандзі розпочав у 1973 році. Завдяки його внеску та проробленій «колосальній працю», комітет Всесвітньої асоціації есперанто (UEA) у 1990 році надав звання почесного члена даної організації. У 1991 році Кандзі також був удостоєний премії FAME (FAME-Stiftung zur Förderung internationaler Verständigungsmittel).
Перш ніж Іто Кандзі почав працювати над творами Заменгофа, він написав японською мовою біографічний роман про життя автора есперанто, обсяг якого склав понад 4000 сторінок; його перший том вийшов в 1967 році, а загалом вся робота була завершена в 1973 році. Японський інститут есперанто удостоїв Кандзі премії «Ossaka» у 1973 році (рік закінчення твору); ще одну нагороду автор отримав у 1998 році.

### Повне зібрання творів
Іто Кандзі, який взяв псевдонім Ludovikito, не використав «послідовно» букви заголовків, тому твори Заменгофа вийшли виключно «в нижньому регістрі». Серія складається із 16 томів оригінальних творів, семи томів перекладів і восьми «змішаних» томів. До цих томів вийшла і додаткова серія, яка передбачала 26 томів (був надрукований 21 том).